# Конкорд (Арканзас)
Конкорд (англ. Concord, Arkansas) — город, расположенный в округе Клиберн (штат Арканзас, США) с населением в 255 человек по статистическим данным переписи 2008 года.

## География
По данным Бюро переписи населения США город Конкорд имеет общую площадь в 7,25 квадратных километров, водных ресурсов в черте населённого пункта не имеется.
Конкорд расположен на высоте 318 метров над уровнем моря.

## Демография
По данным переписи населения 2008 года в Конкорде проживало 255 человек, 78 семей, насчитывалось 106 домашних хозяйств и 119 жилых домов. Средняя плотность населения составляла около 34,9 человек на один квадратный километр. Расовый состав Конкорда по данным переписи распределился следующим образом: 98,82 % белых, 0,78 % — коренных американцев, 0,39 % — представителей смешанных рас.
Испаноговорящие составили 1,96 % от всех жителей города.
Из 106 домашних хозяйств в 30,2 % — воспитывали детей в возрасте до 18 лет, представляли собой совместно проживающие супружеские пары, в 9,4 % семей женщины проживали без мужей, 26,4 % не имели семей. 24,5 % от общего числа семей на момент переписи жили самостоятельно, при этом 14,2 % составили одинокие пожилые люди в возрасте 65 лет и старше. Средний размер домашнего хозяйства составил 2,41 человек, а средний размер семьи — 2,88 человек.
Население города по возрастному диапазону по данным переписи 2000 года распределилось следующим образом: 23,1 % — жители младше 18 лет, 5,5 % — между 18 и 24 годами, 25,5 % — от 25 до 44 лет, 27,8 % — от 45 до 64 лет и 18,0 % — в возрасте 65 лет и старше. Средний возраст жителей составил 42 года. На каждые 100 женщин в Конкорде приходилось 102,4 мужчин, при этом на каждые сто женщин 18 лет и старше приходилось 92,2 мужчин также старше 18 лет.
Средний доход на одно домашнее хозяйство в городе составил 29 844 доллара США, а средний доход на одну семью — 35 625 долларов. При этом мужчины имели средний доход в 27 708 долларов США в год против 18 906 долларов среднегодового дохода у женщин. Доход на душу населения в городе составил 18 313 долларов в год. 9,3 % от всего числа семей в округе и 13,1 % от всей численности населения находилось на момент переписи населения за чертой бедности, при этом 15,6 % из них были моложе 18 лет и 12,8 % — в возрасте 65 лет и старше.